# Cleisostoma stimulatrix
Cleisostoma stimulatrix är en orkidéart som beskrevs av Paul Ormerod. Cleisostoma stimulatrix ingår i släktet Cleisostoma, och familjen orkidéer.
Artens utbredningsområde är Papua Nya Guinea. Inga underarter finns listade i Catalogue of Life.